# Hluboká nad Vltavou-Zámostí (nádraží)
Hluboká nad Vltavou-Zámostí je železniční stanice, která se nachází ve východní části města Hluboká nad Vltavou v okrese České Budějovice. Leží v km 10,148 železniční trati Praha – České Budějovice mezi výhybnou Nemanice I a stanicí Chotýčany.

## Historie
Stanice byla dána do provozu 8. června 1874, tedy současně s otevřením úseku z Českých Budějovic do Veselí nad Lužnicí jako součásti Dráhy císaře Františka Josefa.
Název stanice byl zpočátku Zámost 1874-1920, v letech 1920-1924 pak krátce Zámost v Čechách. Od roku 1924 si již používá pojmenování Hluboká nad Vltavou-Zámostí, s výjimkou období německé okupace, kdy se vedle tohoto českého jména používala i německá verze Frauenberg (Moldau)-Zamosti.
V roce 2022 bylo ve stanici aktivováno nové elektronické stavědlo ESA 44 bez zásahu do konfigurace kolejiště a s využitím stávajících venkovních prvků zabezpečovacího zařízení. Do staničního zabezpečovacího zařízení byla zahrnuta rovněž odbočka Dobřejovice a stanice Chotýčany, tyto dvě dopravny tak byly ovládány dálkově ze Zámostí. Na přelomu ledna a února 2023 byla Hluboká nad Vltavou-Zámostí přepojena na dálkové ovládání z CDP Praha s tím, že ve stanici dočasně zůstal pohotovostní výpravčí.
V letech 2023 až 2029 se předpokládala výstavba přeložky trati mezi Ševětínem a Nemanicemi I. To má přinést úplnou likvidaci původní trati ze Ševětína přes Chotýčany a Dobřejovice do Hluboké nad Vltavou-Zámostí. Trať mezi Nemanicemi a Zámostím, včetně stanice Hluboká nad Vltavou-Zámostí, by měla být zachována.

## Popis stanice
Ve stanici jsou celkem čtyři dopravní koleje, od budovy jsou číslovány v pořadí 5, 3, 1 a 2. Kolej č. 5 má užitečnou délku 799 metrů, ostatní koleje pak 819 metrů. Vlevo od budovy se nachází jediná manipulační kolej (č. 7), ze které odbočují účelové koleje Správy železnic. V minulosti ještě z koleje č. 2 odbočovala vlečka Lesy Hluboká, ta však byla někdy mezi lety 2003 až 2019 odstraněna. Jsou zde tři jednostranná úrovňová nástupiště o délce 250 metrů a výškou nástupní hrany 200 mm nad temenem kolejnice. Nástupiště č. 1 je vnější přímo u budovy, tj. u koleje č. 5, následují nástupiště č. 2 u 3. koleje a nástupiště č. 3 u 1. koleje.

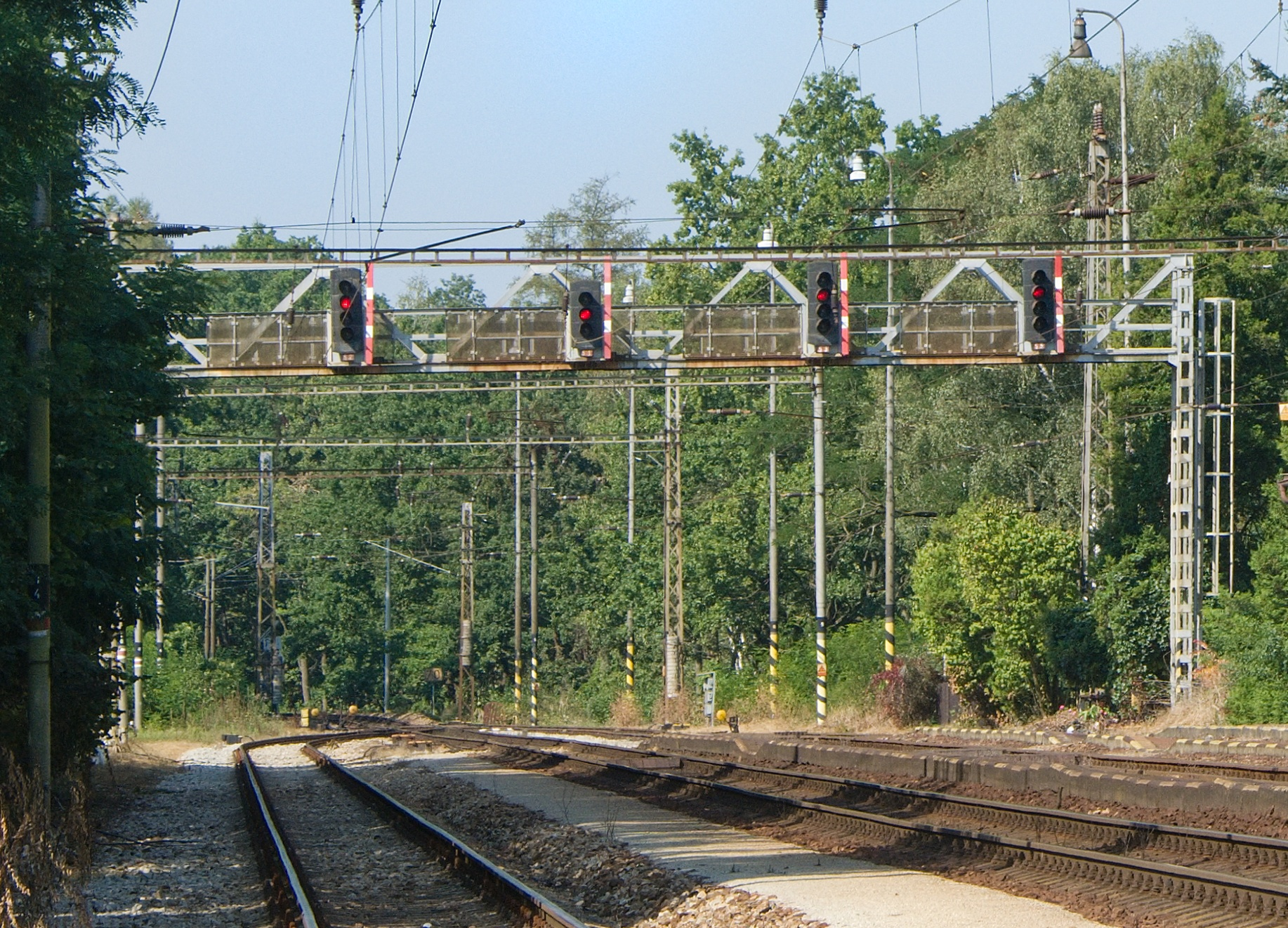
Lávka s odjezdovými návěstidly směr Nemanice I

Stanice byla vybavena typovým elektrickým stavědlem TEST 14 s kolejovými obvody, což je zabezpečovací zařízení 3. kategorie. Zařízení ovládal výpravčí z pultu v dopravní kanceláři ve výpravní budově. V roce 2022 bylo toto zabezpečovací zařízení nahrazeno elektronickým stavědlem ESA 44, které zahrnuje rovněž odbočku Dobřejovice a stanici Chotýčany. Toto zařízení původně ovládal výpravčí místně, od roku 2023 je ovládáno dálkově z CDP Praha nebo z pracoviště pohotovostního výpravčího v Českých Budějovicích, nadále je možná i obsluha pomocí rozhraní JOP přímo v místě. Ještě v roce 2023 byla stanice obsazena dočasně pohotovostním výpravčím, v roce 2024 již jen v případě potřeby.
Světelná odjezdová návěstidla jsou u všech kolejí, ve směru na Nemanice jsou odjezdová návěstidla na lávce, ve směru na Chotýčany jsou stožárová návěstidla s výjimkou návěstidla L5, které je trpasličí. Protože je stanice v oblouku, jsou pro odjezdová návěstidla směr Chotýčany zřízena ještě opakovací předvěsti. Vjezdová návěstidla se nacházejí v km 9,730 (L od Nemanic) a v km 11,270 (S od Chotýčan, resp. Dobřejovic).
Jízda vlaků v přilehlých traťových úsecích byla zabezpečena pomocí automatických hradel AH 83 s kolejovými obvody. V úseku do odbočky Dobřejovice byl jen jeden prostorový oddíl, v úseku do výhybny Nemanice I pak byly dva prostorové oddíly s oddílovými návěstidly automatického hradla Hosín. Po zřízení nového elektronického stavědla ve stanici došlo také k úpravě traťového zabezpečovacího zařízení (TZZ). Rozmístění oddílů zůstalo beze změny, ale ve směru do Nemanic je v provozu integrované TZZ AH-ESA-07, ve směru do Dobřejovic (a dále do Chotýčan) integrované TZZ AH-ESA-04.